# Zoraya Judd
Zoraya Judd é uma pole dancer americana.

## Prêmios e indicações[1]
2009
- Miss Pole Fetish Utah – Advanced Division 1° lugar
- USPDF West Coast Regional Competition – Finalista
- Vertical Pole Challenge – Finalista

2010
- USPDF National Championship, Pro Division – Finalista
- UPA Pole Artist of the Month – May
- Inspiration of the Month for Mika Yoga Wear – July
- World Pole Dance and Fitness Championship – Finalista
- American Pole Fitness Championships 2010 – 2nd Place and Pole Athlete Of The Year
- IPDFA’s ‘Pole Idol’
- International Pole Championships (Tokyo, Japan) – Pole Art Champion

2011
- Aerial Pole International Championships – Best Tricks
- World Pole dnce Championships – Best Entertainer